# Idioblasta linearis
Idioblasta linearis là một loài bướm đêm trong họ Crambidae.